# Lozano (Texas)
Lozano è un census-designated place (CDP) degli Stati Uniti d'America della contea di Cameron nello Stato del Texas. La popolazione era di 404 abitanti al censimento del 2010. Fa parte dell'area metropolitana di Brownsville-Harlingen.

## Geografia fisica
Lozano è situata a 26°11′24″N 97°32′32″W (26.189952, -97.542312). Si trova 8 miglia (13 km) a nord-est di San Benito e 13 miglia (21 km) ad est di Harlingen.
Secondo lo United States Census Bureau, il CDP ha una superficie totale di 0,31 km², dei quali 0,31 km² di territorio e 0 km² di acque interne (0% del totale).

## Società

### Evoluzione demografica
Secondo il censimento del 2010, la popolazione era di 404 abitanti.

### Etnie e minoranze straniere
Secondo il censimento del 2010, la composizione etnica del CDP era formata dal 97,03% di bianchi, lo 0,5% di afroamericani, lo 0% di nativi americani, l'1,73% di asiatici, lo 0% di oceanici, lo 0,5% di altre razze, e lo 0,25% di due o più etnie. Ispanici o latinos di qualunque razza erano il 92,08% della popolazione.